# Tempio Pausania
Tempio Pausania é uma comuna italiana da região da Sardenha, província de Sassari, com cerca de 13.992 habitantes. Estende-se por uma área de 213 km², tendo uma densidade populacional de 66 hab/km². Faz fronteira com Aggius, Aglientu, Arzachena, Berchidda, Bortigiadas, Calangianus, Erula, Luogosanto, Luras, Oschiri, Palau, Perfugas, Santa Teresa Gallura, Tula.

## Demografia
| Variação demográfica do município entre 1861 e 2011                               |
|                                                                                   |
| Fonte: Istituto Nazionale di Statistica (ISTAT) - Elaboração gráfica da Wikipedia |